# إم بي دي إيه ميكا
 إم بي دي إيه ميكا (بالفرنسية: MBDA MICA)‏ صاروخ جو - جو فرنسي قصير إلى متوسط المدى متعدد الأغراض من إنتاج شركة إم بي دي إيه، يبلغ وزن الصاروخ 112 كجم ووزن الرأس الحربي 12 كجم فيما يصل طوله إلى 3.1 متر والقطر 160 ملم، يمكن للصاروخ إصابة أهداف حتى 60 كيلومترا وتصل سرعته إلى 4 ماخ.